# Mihály Károlyi
Mihály Károlyi, mađarski političar (Budimpešta, 4. ožujka 1875. – Vence, Francuska, 19. ožujka 1955.). 
Potomak je znamenite aristokratske obitelji. Tijekom I. svjetskoga rata zagovarao pacifističke i demokratske reforme i neovisnost Mađarske o Austriji uz koncesije nemađarskim narodima. 
Predsjednik je vlade građansko-socijalističke koalicije od 1918. do 1919. Predsjednik je države (Demokratska Republika Mađarska) u kraćem razdoblju 1919. Uoči ustanka Béle Kuna pobjegao je iz zemlje. U izgnanstvu je 1919. do 1946. 
Veleposlanikom Mađarske u Parizu postaje 1947. i ostaje na toj funkciji do 1949. Bio je protivnik staljinizma. Dao je ostavku zbog procesa L. Rájku iako je uživao povlašten status "crvenoga grofa". 
Napisao je memoare: Protiv cijeloga svijeta (1925.) i Vjera bez iluzija (1956.).